# Glândula uretral
As glândulas uretrais ou periuretrais (também glândulas de Littré após Alexis Littré) são glândulas que se ramificam da parede da uretra de mamíferos. As glândulas secretam muco e são mais numerosas na seção da uretra que atravessa o pênis. As glândulas uretrais produzem uma secreção coloide contendo glicosaminoglicanos; esta secreção protege o epitélio contra a urina.